# 科蘇梅爾礁蟾魚
科蘇梅爾礁蟾魚（学名：Sanopus johnsoni），為輻鰭魚綱蟾魚目蟾魚科的其中一種，分布於西大西洋區的墨西哥科蘇梅爾島海域，為底棲性魚類。

## 外部連結
科蘇梅爾礁蟾魚的圖片 （页面存档备份，存于）